# Arthroleptis formosus
Arthroleptis formosus é uma espécie de anfíbio anuro da família Arthroleptidae. Está presente na Guiné. A UICN classificou-a como deficiente de dados.